# El Plan de la Mariposa
El Plan de la Mariposa se formó en 2008 como una banda argentina de rock latino y psicodélico integrada por siete músicos: cinco hermanos y dos amigos. Surgida en Necochea, un par de años después hizo base en Buenos Aires.
La búsqueda de la banda partió de la fusión, entrelazando artes en una puesta escénica estimulante. Sus temas rozan distintos estilos como rock, psicodelia y folklore.
Los comienzos fueron dentro de una gran familia caracterizada por el amor a la música. Máximo, Valentín y Camila son trillizos y junto con sus hermanos mayores, Santiago y Sebastián, completaron parte de la banda. Al poco tiempo se sumaron amigos y llegaron a ser un grupo de siete músicos.
Editó su primer demo en 2009 pero con el paso del tiempo, los integrantes fueron llegando a la ciudad de Buenos Aires. Finalmente salió “Brote” (2011), su disco debut. Trabajando con el productor artístico Luis Volcoff vino su segundo disco, “Trance habitante” (2013).

## Historia
El Plan de la Mariposa, tiene sus comienzos dentro de una gran familia caracterizada por el amor a la música. En una primera instancia, se trata de 5 hermanos que jugaron a juntarse en rol de banda: los trillizos Máximo, Valentín y Camila lo hicieron en teclas (porque el piano está en el living), guitarra y voz respectivamente. Sus hermanos mayores, Santiago y Sebastián, se sumaron en más guitarra y más voz, pero una voz mayor ahora, sin embargo, Santiago se vio tentado por un viejo violín de la abuela mientras los demás recorrían Latinoamérica llevando sus canciones a otros países, lejos de los almuerzos y cenas familiares. 
Al poco tiempo se sumaron amigos de la casa y se agrando la familia; Horacio en la flauta y Emiliano en la percusión (ambos exintegrantes), tiempo después, Andrés y Julián se sumarían en bajo y batería respectivamente.
Aun así, el comienzo de la banda tuvo sus inicios en el templo de Om Teatro Bar de la ciudad de Necochea.
El Plan de la Mariposa editó su primer demo en 2009 (el negro, “Pulmones”) con 4 canciones: Despertar, Silueta Imperfecta, Rico Regalo y Si Se Va. En aquel entonces, Santiago le puso voz junto a Sebastián, (en la actualidad Santiago solamente toca el violín) y dibujos al arte de tapa. 
Con el paso del tiempo, los integrantes fueron llegando a la ciudad de Buenos Aires, aunque siempre con un paso allá, un paso acá y apoyo familiar en los dos lados. Para el año 2010, los hermanos Andersen, Horacio y Emiliano (y más seres que inyectaron energía) se encontraron viviendo en un departamento del barrio porteño de Congreso con sala de ensayo incluida, lo que dio lugar a más música, más arte, más ritmos, más luces, más, todo más. Y entre todo más, un poco nuevo y un poco potenciado, salió una primera gira hacia la Patagonia argentina. El paisaje era pleno invierno de ese año y la intención, indagar. 
A la vuelta ya se encaró el proyecto de una segunda gira, esta vez con un micro alquilado y repleto de amigos, otros músicos, vida. Justo antes de la partida, en el verano de 2011, El Plan de la Mariposa llamó a la gente de Necochea y grabó en el Salón Chez Guegnon lo que sería su primer DVD en vivo. En el ínterin, entre gira y gira y fechas varias que se fueron dando en Baires y en Neco, Pablo Crottogini se dedicó a filmar horas de momentos triviales y no tanto, graciosos la mayoría, profundos algunos, para luego editar el documental “Pa’la Semilla” que explica el por qué del nombre de la banda, entre otras cuestiones –fundamentales–.  
Retomando otra vez, en 2010 El Plan de la Mariposa grabó su segundo demo casi con su conformación actual (el rojo, “Apretón”), con más dibujos de Santiago Andersen y 4 temas que se volvieron a grabar en “Brote”, su primer disco, pero en otras versiones. “Brote”, de 2011, según los integrantes, cuenta una historia de introspección y transformación.
Con una pila de discos en mano llegaron las presentaciones a concursos. En el YPF Destino Rock 2011, eligieron a El Plan de la Mariposa entre las 25 mejores bandas argentinas, debido a la repercusión que obtuvo la canción "El Durazno". Por supuesto, con atención al antecedente y por el disfrute que le imprime la banda al tocarlo, el tema El Durazno también se ganó el lugar del primer videoclip oficial (2012), con edición de Sebastián Andersen y la española Juana López del Castillo, edición que vino justo antes de que El Plan de la Mariposa comenzara a trabajar con el productor artístico Luis Volcoff en su segundo disco, “Trance Habitante”.           
Este aparece en mayo de 2013 y se presenta en Ciudad Cultural Konex, con más historias contadas entre la gráfica y la música, y con especial colaboración del artista plástico argentino Hernán Ricaldoni. La vida es viaje, por lo que parte de El Plan de la Mariposa se fue al norte en 2011, hasta Europa, y llevó su arte por una Suiza y Francia callejeras, motivando a una segunda vuelta en mayo-junio de 2013 con arranque por España.
“Danza de Antalgia” es el tercer disco de El Plan de la Mariposa, Grabado entre octubre y noviembre de 2014 en los estudios Tónica – donde se registró Trance Habitante – y los míticos estudios Panda, que mantiene el concepto de “rock libre” en sus composiciones, variando los estilos entre canción y canción, otorgándole al álbum el sello distintivo de la banda.                                   
Este nuevo trabajo del grupo contó con invitados de lujo como Sebastián Cebreiro y Sebastián Teysera de La Vela Puerca, quienes prestaron sus voces para dos de las canciones del disco.
A principios del año 2014, la banda realizó una gira denominada "Los viajes de la Isoca" (se le denomina Isoca a un viejo Mercedes restaurado en donde realizaron los viajes por toda Latinoamérica) junto a Jeites (liderada por Joaquín Varela) y Q-ki Dones. 
La repercusión de "Danza de Antalgia" representó un mayor crecimiento para la banda. Los integrantes del grupo fueron invitados a tocar en tres de los festivales más importantes del país como son Rock en Baradero; Cosquín Rock y en Lollapalooza, esto llevó a que tengan material exclusivo para tiendas digitales como "El Plan en vivo en La Plata", "Desde el Estudio Luis Alberto Spinetta (En Vivo)" y a "La Historia detrás de Danza".
El 20 de febrero de 2017 comenzaron a grabar su cuarto disco, Devorando Intensidad, con el ex-Árbol Edu Schmidt como productor artístico.
El 19 de mayo de ese mismo año salió el primer sencillo, El Riesgo. Finalmente el 30 de junio se lanzó el disco.
En este mes también han realizado una gira alrededor de Europa, visitando lugares tales como Londres, Berlín, Copenhague, Hamburgo, Groningen, Zwolle Amserdam, Brug Klempenow, Praga y Pilsem.
Su sexto disco, Estado de enlace, fue lanzado el 30 de octubre de 2020, grabado y mezclado por Facundo Rodríguez en los estudios Romaphonic, Quark y Savia, y masterizado por Daniel Ovie, con la producción artística a cargo de los hermanos Máximo, Sebastián y Valentín Andersen. La edición especial de este último disco en vinilo + CD con tres canciones extras que no están en el formato digital y se encuentra a la venta en 300tienda.com. 
En Estado de Enlace, El Plan continúa con su forma integral y autogestiva de realizar su arte, participando activamente en todos los aspectos de la realización. El arte visual del disco fue realizado por Santiago Andersen, violinista del grupo, que realizó pinturas para completar el universo estético de la obra. 
Recientemente el septeto fundado por los cinco hermanos Andersen acaba de realizar el lanzamiento de “Enlace en Estado Vivo”, una sesión y álbum doble en vivo del registro de su singular show por streaming realizado en noviembre pasado, en el marco de una puesta escenográfica distinta, especialmente diseñada para esta propuesta, donde el arte en todas sus variantes acompañó la fuerza de las canciones afirmando la esencia creativa del proyecto.
“Enlace en Estado Vivo” son 22 canciones, divididas en dos discos de 11 temas. La primera parte focaliza en las canciones más luminosas y reconocidas del Plan mientras que en la segunda se escucha el lado más psicodélico, incluyendo las canciones “Agradecimiento (La danza de la realidad)” y “La Ofrenda”, grabadas en la experiencia colectiva “Demos en Aislamiento”, realizada en cuarentena. Grabado y mezclado por Santiago McCarthy, el show completo está disponible en dos partes en su canal oficial de Youtube.
La banda de los hermanos Andersen es una de las que más creció en los últimos años en la Argentina, tanto en convocatoria como en solidez musical. 
A lo largo de su trayectoria la banda ha realizado participaciones especiales junto a Manu Chao, La Vela Puerca, Gustavo Cordera, Q-Ki Dones, Jeites, entre otros.

## Discografía
| Año  | Disco                | Discográfica  |
| ---- | -------------------- | ------------- |
| 2011 | Brote                | Independiente |
| 2013 | Trance Habitante     | Independiente |
| 2015 | Danza de Antalgia    | Savia Records |
| 2017 | Devorando Intensidad | Savia Records |
| 2020 | Estado de Enlace     | Savia Records |
| 2024 | Correntada           | Savia Records |

## Videografía
| Año  | Canción                     | Álbum                |
| ---- | --------------------------- | -------------------- |
| 2012 | El Durazno                  | Trance Habitante     |
| 2012 | Viajo con el sol (acústico) | Trance Habitante     |
| 2013 | La cobardía                 | Trance Habitante     |
| 2013 | Espuma                      | Trance Habitante     |
| 2013 | Perigosa                    | Junto a Kaio Cortez  |
| 2014 | Te quiero                   | Trance Habitante     |
| 2014 | Mujeres que bailan          | Trance Habitante     |
| 2014 | La Bisagra                  | Danza de Antalgia    |
| 2015 | La Bisagra (acústico)       | Danza de Antalgia    |
| 2015 | Romance con el desapego     | Danza de Antalgia    |
| 2015 | La lanza de mi fe           | Danza de Antalgia    |
| 2015 | Parpadeo                    | Danza de Antalgia    |
| 2016 | Azúcar negra                | Danza de Antalgia    |
| 2017 | Ella es agua                | Danza de Antalgia    |
| 2017 | Navegantes                  | Danza de Antalgia    |
| 2017 | El Riesgo                   | Devorando Intensidad |
| 2018 | Mar Argentino               | Devorando Intensidad |
| 2018 | ¿Cómo Decir Que No?         | Devorando Intensidad |

### Videografías de acústicos
En el año 2017, la banda empezó a publicar videos de sus canciones en formato acústico, en distintos lugares aprovechando los destinos de sus giras. 
| Año  | Canción            | Lugar                          |
| ---- | ------------------ | ------------------------------ |
| 2017 | El Riesgo          | Klempenow, Alemania            |
| 2017 | Cruz del Sur       | Dique Ullum, San Juan          |
| 2017 | Semilla del Alma   | Esteros del Iberá, Corrientes  |
| 2017 | Invierno Nuclear   | Obelisco, C.A. de Buenos Aires |
| 2017 | Cómo Decir Que No? | Ruta del norte Argentino       |

## Giras
- 2011-2013: Tour Brote
- 2013-2015: Gira Trance Habitante
- 2015-2017: Tour Antálgico
- 2017-2019: Devorando Intensidad Tour
- 2021-2022: Tour Estado de Enlace
- 2022-2024: Gira Incandescente
- 2024: Tour Correntada

## Formación
- Sebastián Andersen - Voz
- Camila Andersen - Voz
- Valentín Andersen - Guitarra y voz
- Santiago Andersen - Violín y guitarra
- Máximo Andersen - Teclado y acordeón
- Andrés Nor - Bajo
- Julián Ropero - Batería